# Andrej Kolperger
Andrej Kolperger, slovenski jezuit in pedagog, * 28. november 1590, Idrija, † 19. avgust 1649, Pleterje.
Bil je rektor Jezuitskega kolegija v Ljubljani (1630-1633) in večkrat tudi superiorij Pleterij.